# جانی ماتسا
جانی ماتسا (ایتالیایی: Gianni Mazza؛ زادهٔ ۵ اکتبر ۱۹۴۴) آهنگساز، موسیقی‌دان و تنظیم‌کننده اهل ایتالیا است.
از فیلم‌ها یا مجموعه‌های تلویزیونی که وی در آن‌ها نقش داشته‌است، می‌توان به کلبه ساحلی اشاره نمود.